# Partidul S.O.S. România
S.O.S. România este un partid politic de extremă dreapta din România, ideologic populist de dreapta, naționalist român, conservator social și iredentist. Partidul a fost fondat în noiembrie 2021 de către Marcel Viziteu, Adeluța și Gabriel Gib, ultimul fiind fost membru al Partidului Socialist Român (PSR). A devenit cunoscut pe scena politică din România în mai 2022, după ce senatorul Diana Șoșoacă, aleasă pe listele Alianței pentru Unirea Românilor (AUR), s-a alăturat partidului și a devenit liderul acestuia.
S.O.S. România este un partid naționalist, conservator, populist de dreapta și eurosceptic. A fost descris ca fiind mult mai radical decât AUR. Șoșoacă a cerut retragerea României din Uniunea Europeană și a criticat NATO. Pe site-ul partidului, acesta afirmă că se opune „dictaturilor din Rusia și China” și că sprijină integrarea României în UE, preferând să fie descris mai degrabă ca un partid eurorealist decât eurosceptic. Partidul este de asemenea iredentist, cerând Ucrainei să înapoieze României teritoriile anexate de Uniunea Sovietică în 1940, care sunt acum parte din teritoriul Ucrainei. Între timp, Ucraina a impus sancțiuni asupra președintelui partidului, Șoșoacă.
Analistul politic și fostul politician Miron Mitrea a declarat că partidul are între 5% și 6% în sondajele de opinie, în iulie 2023. Șoșoacă a răspuns, spunând că partidul este mult mai popular decât 5-6% și a sfătuit oamenii să nu se încreadă în sondajele de opinie.
Pe 13 octombrie 2023, Europe Elects a dezvăluit că S.O.S. România intenționează să se alăture Partidului Identitate și Democrație. Ca urmare a alegerilor europarlamentare din 2024, S.O.S. România a trimis 2 eurodeputați în Parlamentul European. Cu toate acestea, liderul partidului, Diana Șoșoacă, a anunțat după alegeri că partidul intenționează să se alăture unui nou grup din Parlamentul European care urmează să fie fondat de Alternativa pentru Germania (AfD). Totuși, AfD a refuzat să primească partidul în grupul său europarlamentar, astfel că S.O.S. rămâne neafiliat.
Până în iunie 2025, numărul deputaților a fost redus de la 27 la 22, iar numărul senatorilor de la 11 la 9.

## Istorie electorală

### Alegeri pentru Parlamentul European
| Alegeri | Voturi  | %     | Locuri | Poziție |
| ------- | ------- | ----- | ------ | ------- |
| 2024    | 450.019 | 5,03% | 2 / 33 | 5       |

### Alegeri locale
| Alegeri | Consilieri Județeni (CJ) | Consilieri Județeni (CJ) | Consilieri Județeni (CJ) | Primari | Primari | Primari   | Consilieri Locali (CL) | Consilieri Locali (CL) | Consilieri Locali (CL) |
| Alegeri | Voturi                   | %                        | Locuri                   | Voturi  | %       | Locuri    | Voturi                 | %                      | Locuri                 |
| ------- | ------------------------ | ------------------------ | ------------------------ | ------- | ------- | --------- | ---------------------- | ---------------------- | ---------------------- |
| 2024    | 213.270                  |                          | 0 / 1.338                | 63.608  |         | 0 / 3.180 | 69.429                 |                        | 94 / 39.900            |

### Alegeri parlamentare
| Alegeri | Camera Deputaților | Camera Deputaților | Camera Deputaților | Senat   | Senat | Senat    | Loc | Statut după alegeri |
| Alegeri | Voturi             | %                  | Locuri             | Voturi  | %     | Locuri   | Loc | Statut după alegeri |
| ------- | ------------------ | ------------------ | ------------------ | ------- | ----- | -------- | --- | ------------------- |
| 2024    | 679.967            | 7,36%              | 28 / 330           | 718.409 | 7,76% | 12 / 136 | 5   | Opoziție            |